# عنکبوت‌های کوچک‌باف
عنکبوت‌های کوچک‌باف (نام علمی: Micropholcommatidae) نام یک تیره از راسته عنکبوت است.